# Pulicaria prostrata
Pulicaria prostrata là một loài thực vật có hoa trong họ Cúc. Loài này được (Gilib.) Asch. miêu tả khoa học đầu tiên năm 1864.